# Kastrákion (ort i Grekland, Grekiska fastlandet, Nomós Evrytanías)
Kastrákion är en ort i Grekland.   Den ligger i prefekturen Nomós Evrytanías och regionen Grekiska fastlandet, i den centrala delen av landet, 230 km nordväst om huvudstaden Aten. Kastrákion ligger 481 meter över havet och antalet invånare är 143.
Terrängen runt Kastrákion är kuperad åt nordost, men åt sydväst är den bergig.Runt Kastrákion är det glesbefolkat, med 10 invånare per kvadratkilometer. Närmaste större samhälle är Perdikáki, 7,3 km väster om Kastrákion. 